# Altes Rathaus (Cottbus)

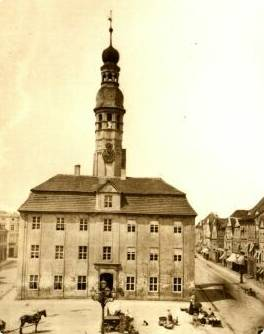
Das Alte Rathaus Cottbus auf einer Postkarte aus dem späten 19. oder frühen 20. Jahrhundert

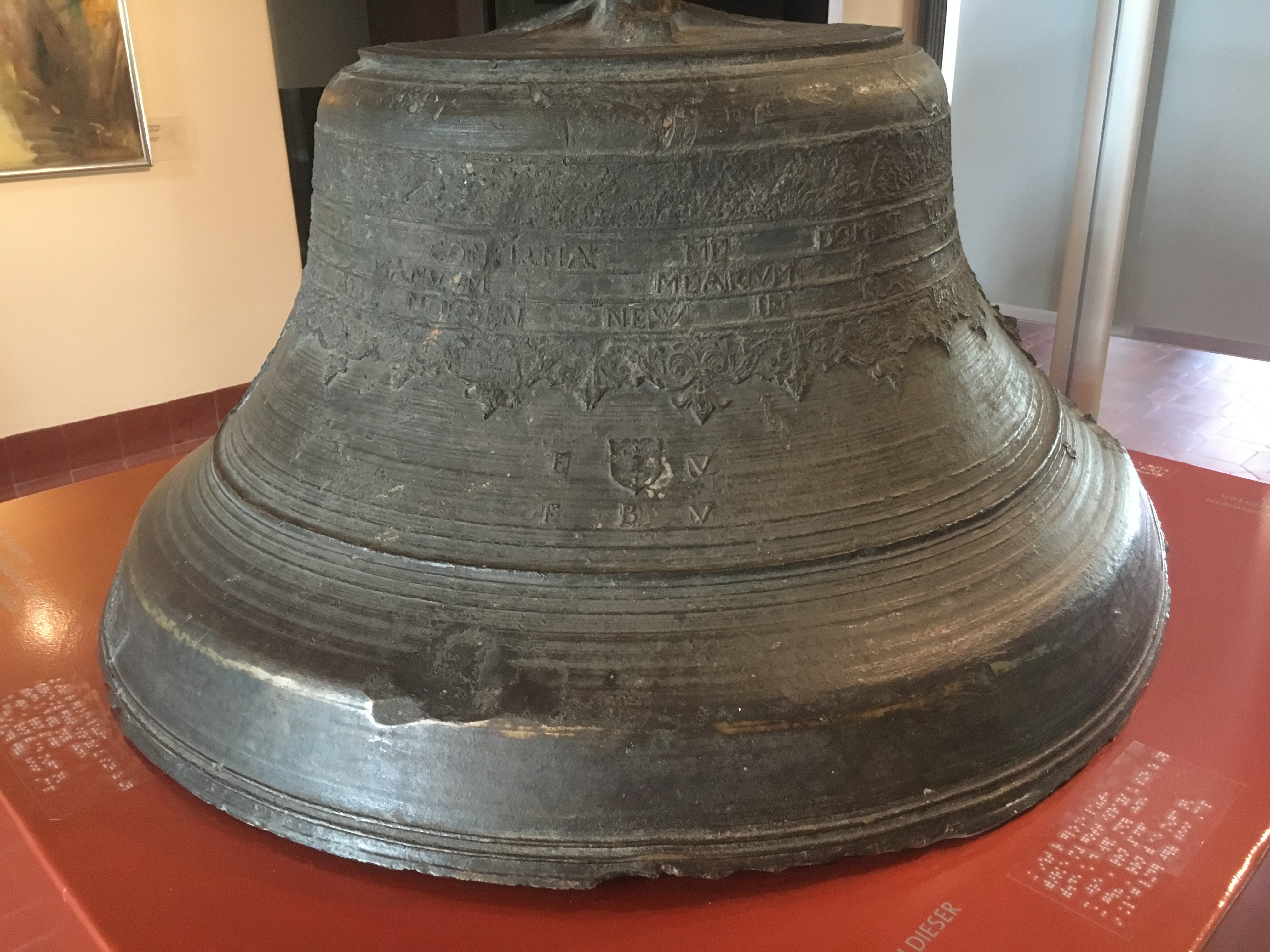
Stundenglocke aus dem alten Rathaus (2019)

Das Alte Rathaus war das historische Verwaltungsgebäude der Stadt Cottbus. Es befand sich auf dem Altmarkt im Stadtzentrum. Das Gebäude wurde gegen Ende des Zweiten Weltkrieges im April 1945 bei einem Brand zerstört, die Ruine wurde 1948 abgerissen.

## Geschichte
Der älteste Teil des historischen Rathauses wurde im späten 14. Jahrhundert auf dem mittleren Teil des Cottbuser Altmarktes errichtet. Zu dieser Zeit entstand auch der Ratskeller. Dieser war der einzige Ort in Cottbus, an dem außerhalb der Stadt gebraute Biere serviert werden durften. Er wurde bis ins 17. Jahrhundert städtisch betrieben und war eine wichtige Einnahmequelle für die Stadt. Danach wurde die Gaststätte verpachtet.
Im Jahr 1542 wurde der Rathausturm durch einen Blitzschlag zerstört. Bis 1545 wurde er wieder aufgebaut. Ab 1607 befand sich im Turm eine Glocke mit eingeprägtem Wappen von Cottbus, die im Viertelstundentakt läutete. Im März 1671 brannte das Rathaus bei einem Stadtbrand bis auf die Grundmauern nieder. Es wurde danach wieder aufgebaut, die Rekonstruktion war 1690 fertig gestellt. Im Turm wurde eine neue Stundenglocke aufgehängt, die zusammen mit den beiden Glocken der Oberkirche im Jahr 1671 von Franziscus Voillard gegossen wurde. Zwischen 1746 und 1748 erfolgte eine Sanierung der Fassade des Rathauses und der Bau eines neuen Sitzungssaals. Die neu erbaute Front stürzte im November 1748 wegen baulichen Mängeln ein und musste wieder aufgebaut werden. Durch den immer größer werdenden Umfang an Verwaltungsaufgaben wurde das Rathaus immer mehr erweitert.
Wegen der Demonstrationen im Zuge der Deutschen Revolution auf dem Cottbuser Altmarkt wurde im Jahr 1849 eine Polizeiwache im Rathaus eingerichtet. Da dieser Platz nun für andere Bereiche der städtischen Verwaltung fehlte, wurde das Gebäude in den folgenden beiden Jahren vergrößert. Ab 1884 wurde das Rathaus erneut umgebaut und ein Aktenaufzug eingebaut. Beendet wurden die Umbaumaßnahmen mit der Einweihung des renovierten Ratskellers am 13. Juli 1895. Im Oktober 1908 wurde das Rathaus mit einer elektrischen Alarmanlage und Brandmeldern ausgestattet. Seit 1920 verfügte das Rathaus auch über eine elektrische Uhr. Mit dem beginnenden 20. Jahrhundert war das Rathaus endgültig nicht mehr den Anforderungen an die Verwaltungsaufgaben der Stadt Cottbus gewachsen, weshalb im August 1934 auf dem Neumarkt rund 170 Meter westlich mit dem Bau eines neuen Rathauses begonnen wurde. Im Dezember 1937 konnte der neue Bau eingeweiht werden, im Alten Rathaus verblieben das Verkehrsamt, die Stadthaupt- und Steuerkasse sowie die Büros der NSDAP-Jugendgruppe.
Nachdem das Alte Rathaus den Luftangriff auf die Stadt Cottbus am 15. Februar 1945 noch einigermaßen unbeschadet überstanden hatte, brannte es gegen Ende des Zweiten Weltkrieges am 21. April 1945 bis auf die Grundmauern nieder. Die Stadtverwaltung zog daraufhin vollständig in das neue Rathaus um. Die Ursache für den Brand ist bis heute nicht restlos geklärt, von verschiedenen Zeitzeugen existieren unterschiedliche Angaben. Möglicherweise wurde das Rathaus von einer Brandbombe getroffen, es wird jedoch auch Brandstiftung nicht ausgeschlossen. Der Rathausturm wurde wegen Einsturzgefahr bereits kurz nach Kriegsende abgerissen, die restliche Ruine wurde 1948 vollständig abgebrochen.

## Architektur

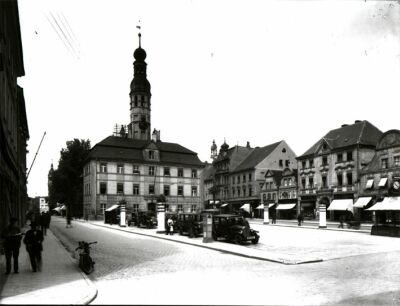
Ansicht im frühen 20. Jahrhundert

Das alte Rathaus befand sich in der Mitte des Cottbuser Altmarktes und war ein in Nord-Süd-Achse ausgerichteter dreigeschossiger Putzbau aus Ziegelmauerwerk mit sieben Achsen. Abgeschlossen wurde das Gebäude von einem Mansardwalmdach und einem aufgesetzten achteckigen Dachreiter mit Schweifhaube, Laterne und Zwiebelturm.
Der mit der Zeit entstandene Erweiterungsbau schloss sich rechtwinklig an und war ein sechsachsiger Bau mit Satteldach. Er hatte einen stark hervorgehobenen, ausmittigen Risalit mit spitzbogigem Eingangsportal und einer davor liegenden Freitreppe sowie einen Staffelgiebel. Auf der östlichen Seite des Mittelrisaliten befanden sich die Sitzungssäle mit über zwei Geschosse reichenden Fenstern. Das Untergeschoss des Erweiterungsbaus war mit Quaderputz gegliedert, darüber lag ein umlaufendes Gesimsband. An der westlichen Gebäudeseite waren die Ecken mit Strebepfeilern besetzt.

## Die „zu nagelnde Rathaustür“
Am 27. Januar 1916 wurde am Cottbuser Rathaus die sogenannte „zu nagelnde Rathaustür“ eingeweiht. Bürger der Stadt konnten im Rathaus Nägel käuflich erwerben und diese in die Tür einschlagen. Die Erlöse aus dem Verkauf der Nägel wurden teilweise zur Unterstützung von im Ersten Weltkrieg kämpfenden Truppen gespendet. Der Rest diente dem Ausgleich finanzieller Engpässe der Stadt Cottbus durch die Kriegseinwirkungen.